# Fox Sports International
Fox Sports International foi uma divisão internacional de transmissão esportiva e produção da The Walt Disney Company. A divisão compartilhava seu nome com a divisão de esportes da Fox Corporation, com sede nos Estados Unidos, e a cadeia de redes regionais de esportes que desde então foram desfiliadas da Fox após sua aquisição pela Disney.
A FSI cooperou com a CanWest, proprietária da Fox Sports World Canada, até sua venda para a Shaw Communications em 2010.

## Lista de canais

### Antigos canais
- Fox Sports Oriente Medio
- Fox Sports World Canada (Canadá; joint venture com CanWest)
- Fox Sports Itália
- Fox Sports Africa (substituído pela ESPN Africa)
- Fox Sports Holanda[4] (substituído por ESPN Holanda)[5]
  - Fox Sports Eredivisie (51%)
  - FSI Netherlands (51%)
- Fox Sports Turquia[6]
- Fox Sports Israel[7]
- JTBC3 Fox Sports (Coreia do Sul; joint venture com JTBC) (substituído por JTBC Golf&Sports)
- Fox Sports & Entertainment (Japão)
- Fox Sports Asia
- Fox Sports Latinoamérica (substituído por ESPN4)
- Fox Sports Argentina
  - Fox Sports Premium
- Fox Sports Mexico
- Fox Sports Brasil (substituído por ESPN4)
  - Fox Sports 2 (substituído por ESPN5)
- Fox Sports Latinoamérica
  - Fox Sports 2
  - Fox Sports 3